# 斯坦尼斯瓦夫·格拉宾斯基
斯坦尼斯瓦夫·格拉宾斯基（波蘭語：Stanisław Głąbiński，1862年2月25日—1941年8月14日），是波兰第二共和国时期的政治家、律师和作家。1918年10月波兰独立后，格拉宾斯基短暂出任过毕苏斯基政府的外交部长。他所领导的基督教民族团结联盟在1922年议会选举中获得了最多的席次，1923年文岑蒂·维托斯内阁辞职，他曾被视为总理的继任人选。1926年五月政变以后，他的党派亦随即解体。